# Pascual Bravo Sanfeliú

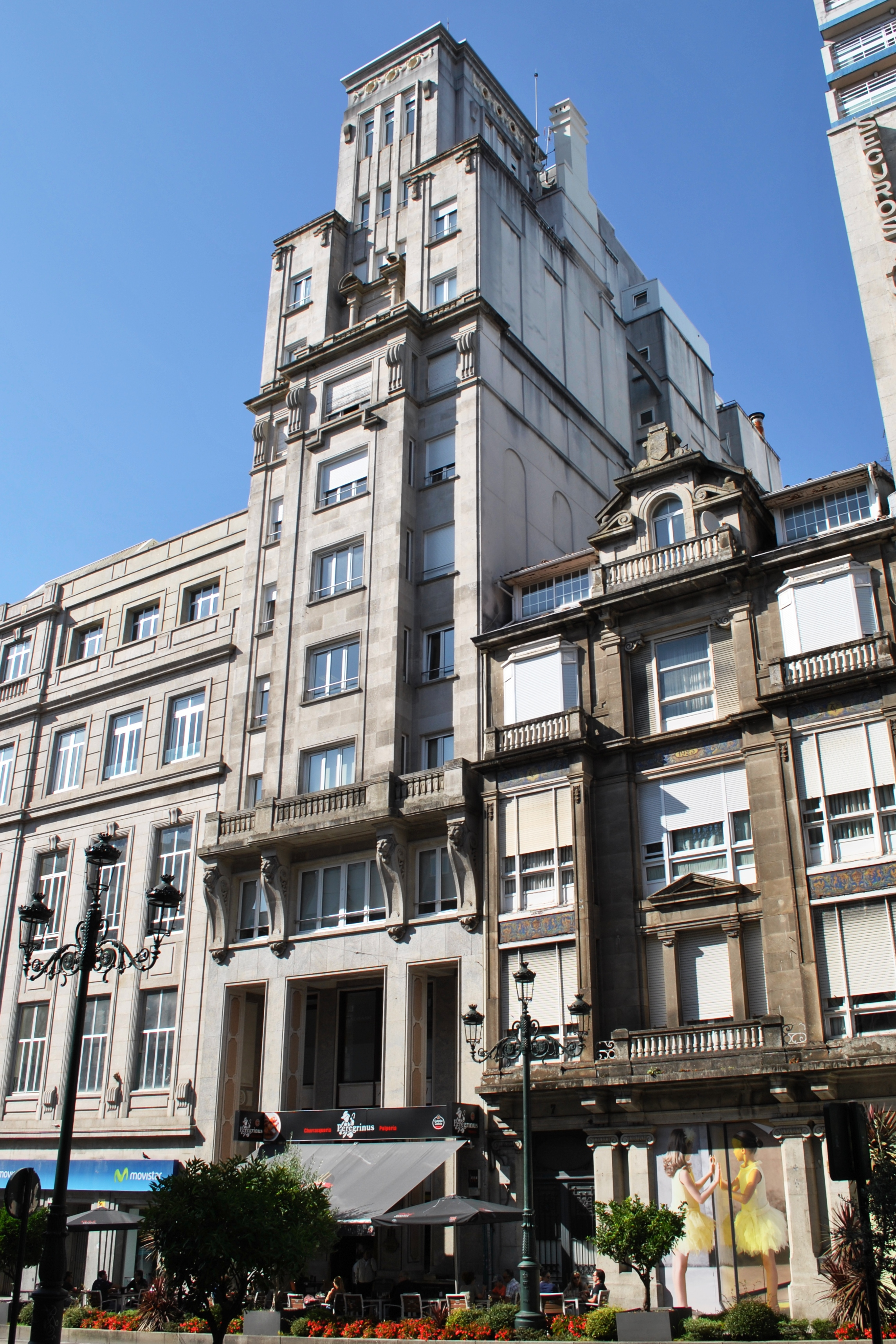
Edificio para José Mouriño Vilas (1946). Calle Urzáiz n.º 5. Vigo.

Pascual Bravo Sanfeliú (Zaragoza, 1893 - Madrid, 1984) fue un arquitecto español, hijo del también arquitecto Julio Bravo Folch. Se tituló en 1918 por la Escuela Superior de Arquitectura de Madrid, de la que fue catedrático de Proyectos desde 1934 y director de 1956 a 1963. Fue uno de los arquitectos dedicados a la restauración de la Ciudad Universitaria de Madrid tras la Guerra Civil.

## Biografía
Siendo estudiante de arquitectura en Madrid, obtuvo el primer premio del Concurso de la Sociedad Central de Arquitectos por su estudio de restauración  de la «Casa de campo aragonesa», con el cual obtuvo además en 1920 la tercera medalla de la Exposición Nacional de Bellas Artes. Fijó su actividad de diseño arquitectónico en la ciudad de Zaragoza y realizó los planos del cine Goya. Fue encargado de proyectar los pabellones de España en la Exposición de Artes Decorativas de París (1925), y de Aragón en la Iberoamericana de Sevilla, 1929. 

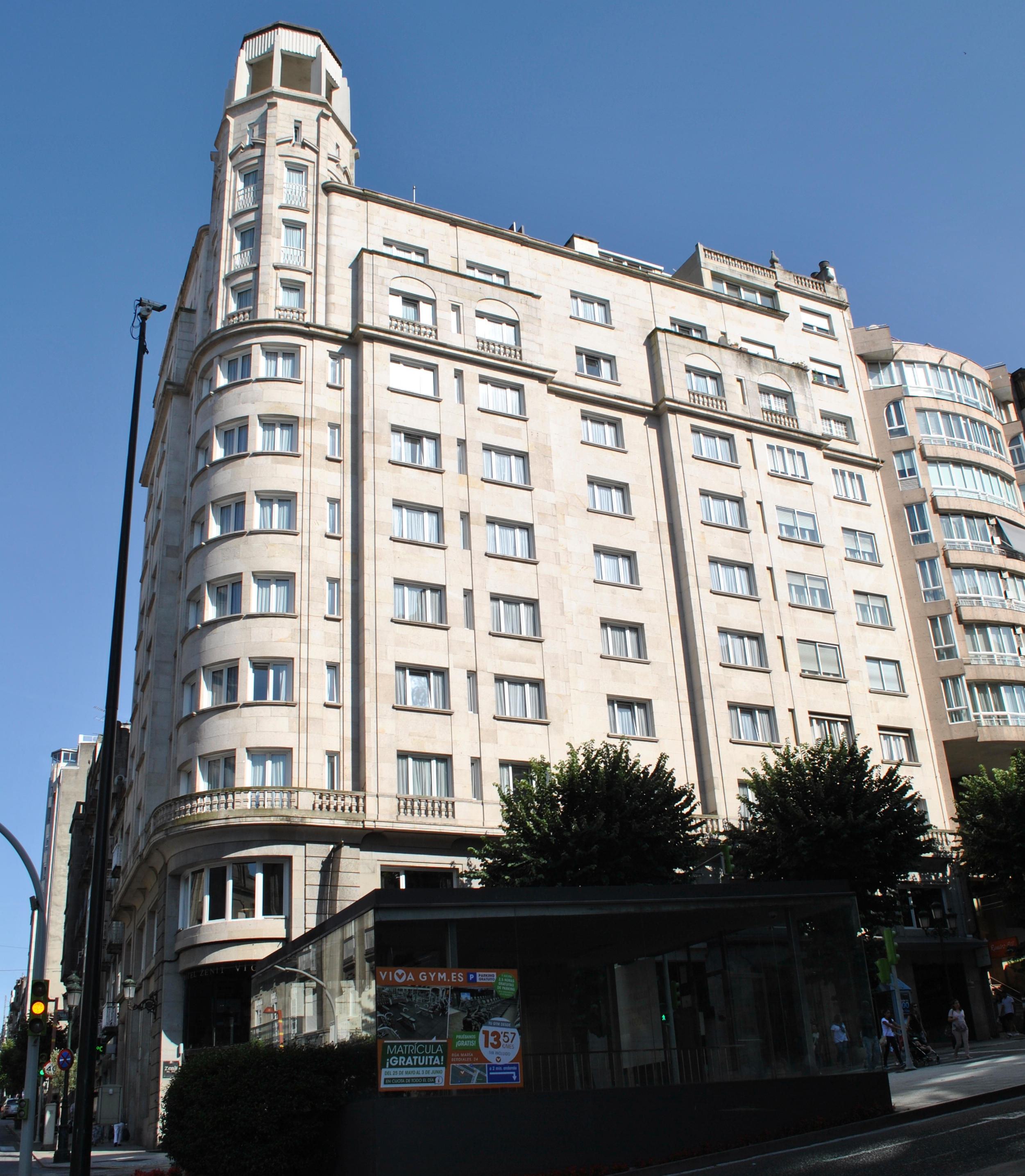
Hotel Lisboa (1947). Hoy Hotel Zenit. Vigo.

En Madrid, y con la supervisión de Modesto López Otero, hizo el proyecto de la Escuela Técnica Superior de Arquitectura de la Ciudad Universitaria de Madrid, inaugurada para los exámenes de junio de 1936, pero que resultó muy dañada tras los desastres del frente de la Defensa de Madrid en la Guerra Civil, y tras ella, se ocupó de la reconstrucción entre los años 1941-1943, y posteriormente del arco de triunfo de la Ciudad Universitaria. 
En 1954 ingresó en la Real Academia de Bellas Artes de San Fernando y fue académico correspondiente en la Real Academia Catalana de Bellas Artes de San Jorge.

## Bibliografía

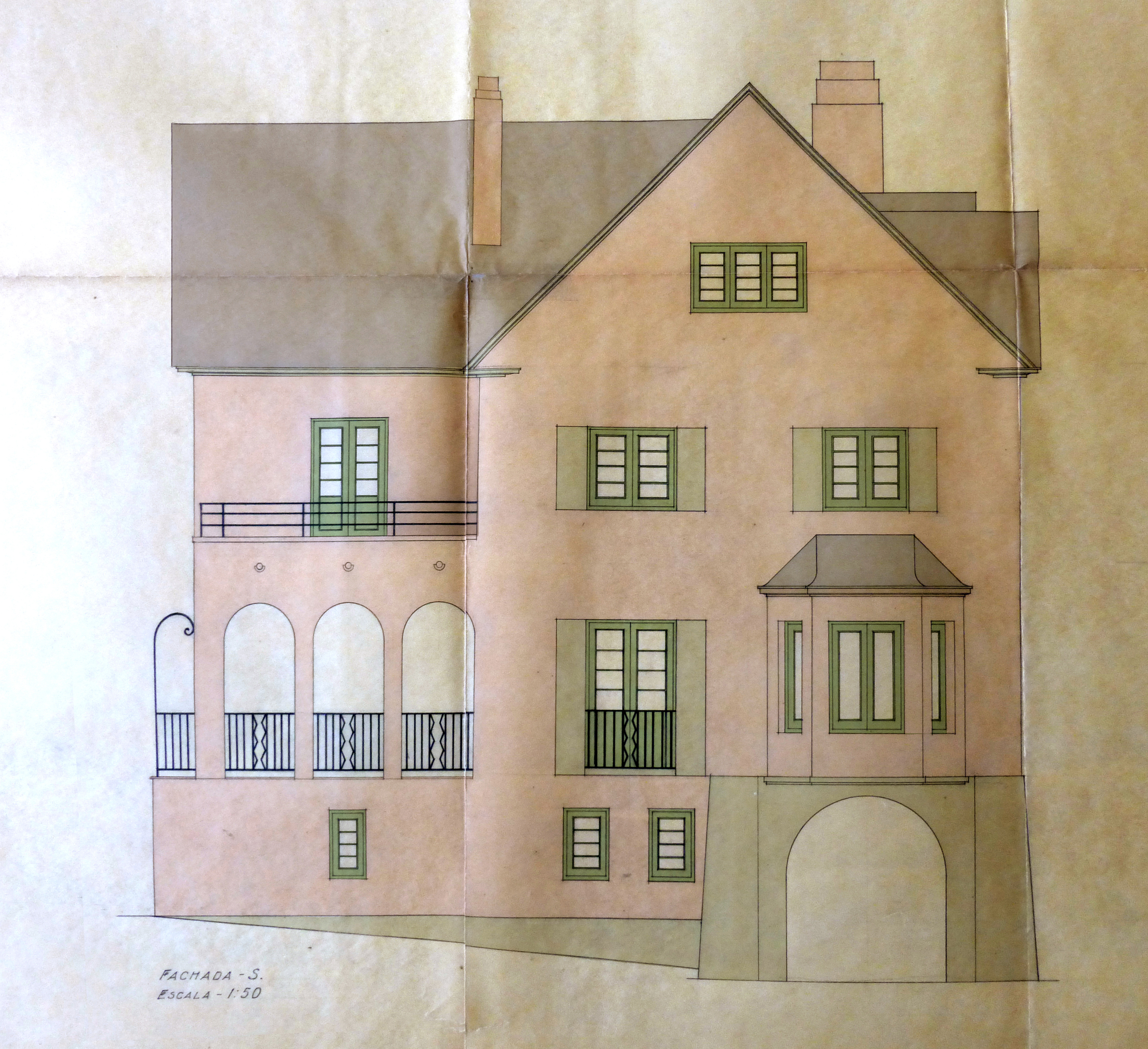
Casa de vacaciones de Pascual Bravo en San Lorenzo de El Escorial, Madrid. Año 1930.